# Lucretia del Valle Grady
Lucretia del Valle Grady (San Mateo, California; 18 de octubre de 1892 — Los Ángeles, California; 23 de mayo de 1972) fue una activista política, sufragista y actriz estadounidense. Hija de Reginaldo Francisco del Valle, destacado estadista angelino, Lucretia se convirtió en una importante funcionaria del Partido Demócrata, ocupando el cargo de vicepresidenta del Comité Nacional Demócrata y de delegada por California en las Convenciones Nacionales Demócratas de 1928, 1936, 1940 y 1956.

## Primeros años

Lucretia del Valle en una publicación de 1914.

Lucretia Louise del Valle nació en Los Ángeles, California, hija de Reginaldo Francisco del Valle y Helen May White del Valle. Su padre, senador del estado de California, era propietario del Rancho Camulos. Sus abuelos Ygnacio del Valle e Ysabel del Valle poseían gran parte del valle de Santa Clarita.

## Carrera
A partir de 1912, Lucrecia del Valle interpretó el papel de Doña Josefa Yorba en unas 850 representaciones de un popular espectáculo al aire libre en la Misión de San Gabriel, The Mission Play. Un gran cuadro del Valle en este papel, The Leading Lady (1914), de Guy Rose, está colgado en el San Diego History Center, en el Parque Balboa. También en 1912, apareció en The Landslide, un drama contemporáneo de Austin Adams, que se representó en Los Ángeles.

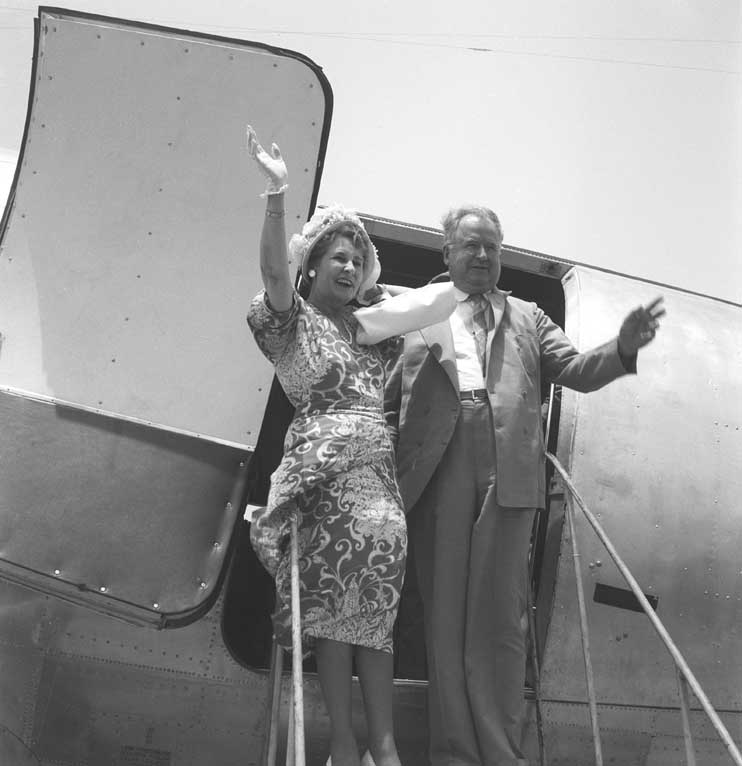
Lucretia del Valle y su esposo el embajador Henry F. Grady, 1949.

Del Valle dejó la actuación por el trabajo político, primero con su padre y luego con su esposo, pero también por derecho propio. Lucretia del Valle Grady fue delegada de California en las Convenciones Nacionales Demócratas de 1928, 1936, 1940 y 1956. Fue vicepresidenta del Comité Nacional Demócrata en 1937, cuando su esposo Henry Grady fue nombrado subsecretario de Estado, y la pareja se trasladó a Washington D. C.
En 1946, bautizó el S. S. President Cleveland, un gran transatlántico de pasajeros. Ejerció como esposa de diplomático cuando Henry Grady se convirtió en 1947 en el primer embajador de Estados Unidos en la recién independizada India. Henry Grady fue embajador en Grecia en 1948, donde Lucretia se convirtió en la primera mujer nombrada ciudadana honoraria de Atenas; y en 1950 la pareja estuvo en Irán, donde Lucretia Grady promovió los derechos de la mujer, incluido el sufragio.

## Vida personal y legado
Lucrecia del Valle se casó en 1917 con el economista y magnate naviero Henry Francis Grady. Tuvieron cuatro hijos; su hija Patricia Louise Grady se casó con el diplomático John Paton Davies, Jr. Lucretia Grady enviudó en 1957 y murió en 1972, a los 79 años, en San Mateo, California, de un ataque al corazón.
La avenida Del Valle en Glendale, California, lleva el nombre de Lucretia del Valle Grady. Algunos de sus documentos y fotografías se encuentran en los Forster-del Valle Family Papers, en la Universidad de California Irvine.